# Waiaruhe (rivière)
La rivière Waiaruhe  (en anglais : Waiaruhe River) est un cours d’eau de la région du Northland dans l’Île du Nord de la Nouvelle-Zélande.

## Géographie
Elle s’écoule vers le nord-est de son origine près de Ngawha Springs pour atteindre le nord de la rivière Waitangi à cinq kilomètres au sud de  Kerikeri.

(en) Land Information New Zealand, « détail emplacement: Waiaruhe (rivière) », sur New Zealand Gazetteer